# Pieve dei Santi Ippolito e Cassiano (Parma)
La pieve dei Santi Ippolito e Cassiano, meglio nota come pieve di Gaione, è un luogo di culto cattolico dalle forme romaniche situato accanto al torrente Cinghio a nord del parco della neoclassica Villa Paganini, in viale Don Aldo Bernardi 18 a Gaione, frazione di Parma, in provincia e diocesi di Parma; appartiene al gruppo delle pievi parmensi ed è sede di una parrocchia compresa nella zona pastorale della città.

## Storia
L'originario luogo di culto fu edificato tra il VII e l'VIII secolo sui resti di una struttura, probabilmente una villa, di epoca romana; ne sopravvivono i resti di un piccolo altare, realizzato riutilizzando antichi mattoni romani.
Tra la fine dell'XI e l'inizio del XII secolo la chiesa fu completamente riedificata in forme romaniche, su una pianta a tre navate terminanti in tre absidi sul lato orientale; in adiacenza fu anche costruito un battistero con foro centrale per le immersioni.
La pieve, appartenente al Capitolo della Cattedrale di Parma, fu menzionata per la prima volta nel 1111, il 26 maggio in un diploma dell'imperatore del Sacro Romano Impero Enrico V di Franconia e il 7 novembre in una bolla pontificia del papa Innocenzo II.
In seguito, la chiesa fu citata nel 1185 tra le tappe di una delle diramazioni della via Francigena.
Nel 1230, dalla Plebis de Galiono dipendevano due cappelle del circondario, come testimoniato dal Capitulum seu Rotulus Decimarum della diocesi di Parma; nella seconda metà del XIV secolo si aggiunsero sotto la sua giurisdizione altre due cappelle.
Tra il XVI e il XVII secolo la pieve di San Cassiano fu sottoposta a una serie di lavori che ne mutarono profondamente la struttura; furono infatti demolite le tre absidi, sostituite in corrispondenza della navata principale da un presbiterio di forma rettangolare, e furono edificati i corpi di fabbrica a est, compresa la canonica; inoltre furono realizzate nella navata centrale le arcate in muratura a sostegno della copertura lignea, in sostituzione delle antiche capriate.
In un documento del 1691 il santo titolare della chiesa risultava essere san Giovanni Battista; di tale intitolazione si perse traccia nei documenti successivi, in cui comparvero i santi Ippolito e Cassiano, ma uno degli altari laterali rimase dedicato al santo.
Nel 1812 furono risistemati e adibiti a sagrestia gli ambienti di servizio posti sul lato meridionale; tre anni dopo fu edificata la cappella a nord dedicata alla beata Vergine del Rosario.
Nel marzo del 1832 un violento terremoto causò alcuni danni al campanile, che fu sottoposto a restauri; il cantiere fu concluso l'anno seguente.
Nel 1844 la canonica fu risistemata e ampliata.
Tra il 1851 e il 1855 la facciata fu rinforzata strutturalmente in quanto lesionata.
Nel 1910 il tetto fu ristrutturato, mentre nel 1925 la pavimentazione interna fu rifatta; sette anni dopo fu costruito un nuovo fonte battesimale.
Nel 1952 la chiesa fu sottoposta a complessi lavori di ristrutturazione, volti a riportarne in luce l'aspetto medievale; per questo furono completamente riedificati parte del transetto e l'abside principale, addossata a esso, oltre al campanile e al fianco destro d'ingresso, e furono recuperate le colonne in pietra; tra il 1954 e il 1955 furono riaperte le monofore della navata centrale, mentre tra il 1956 e il 1962 furono aggiunti i mosaici in controfacciata e nell'abside; nel frattempo fu inoltre ristemato il sagrato; nel 1966 fu realizzato il nuovo altare maggiore post conciliare.
Il cantiere fu riavviato nel 1970, restaurando le travi di copertura e riportando alla luce gli affreschi medievali, la facciata in pietra, i basamenti delle colonne, la base rotonda della vasca battesimale romanica in corrispondenza della prima campata della navata sinistra e le fondamenta dell'edificio originario; fu inoltre risistemato il lato nord della chiesa; i lavori furono conclusi nel 1983.
Tra il 2001 e il 2004 la pieve fu sottoposta a un nuovo restauro conservativo, volto alla valorizzazione dei reperti archeologici; l'intera pavimentazione fu rimossa fino allo strato originario per la realizzazione degli impianti di riscaldamento e in seguito mantenuta a un livello più basso, con lo scopo di mettere in luce le antiche basi dei pilastri; nello stesso periodo furono inoltre restaurati gli affreschi posizionati sulla sommità delle pareti delle tre navate, risalenti al XVII e al XVIII secolo, e furono restaurati i prospetti esterni della canonica.

## Descrizione

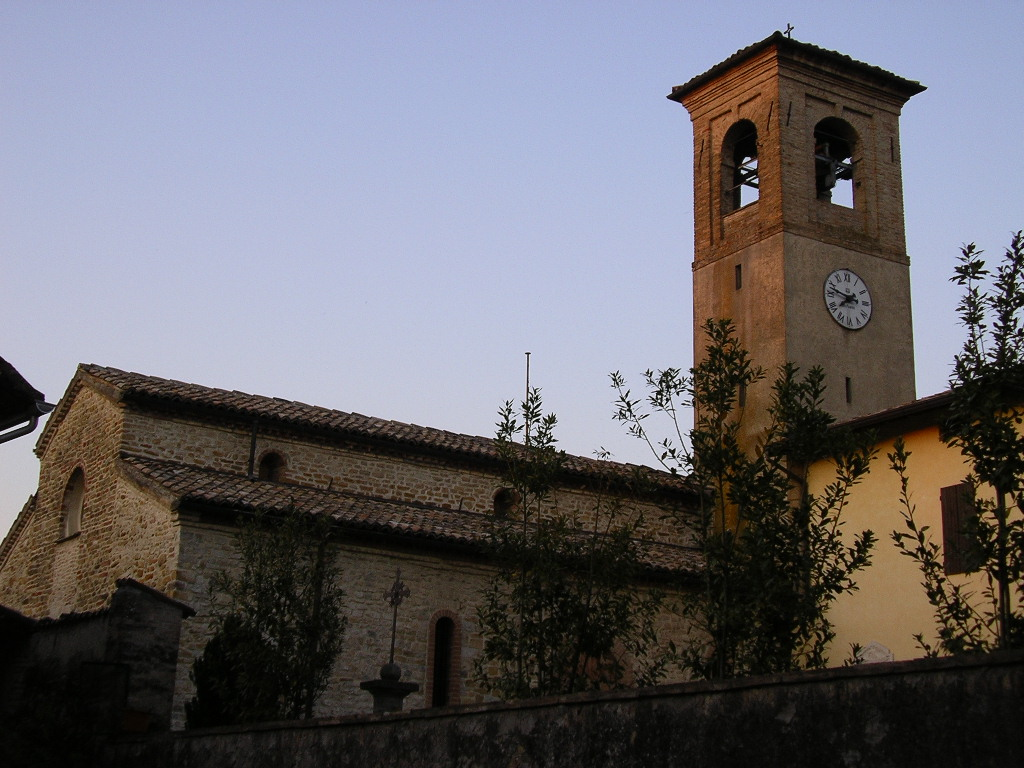
Facciata e lato sud

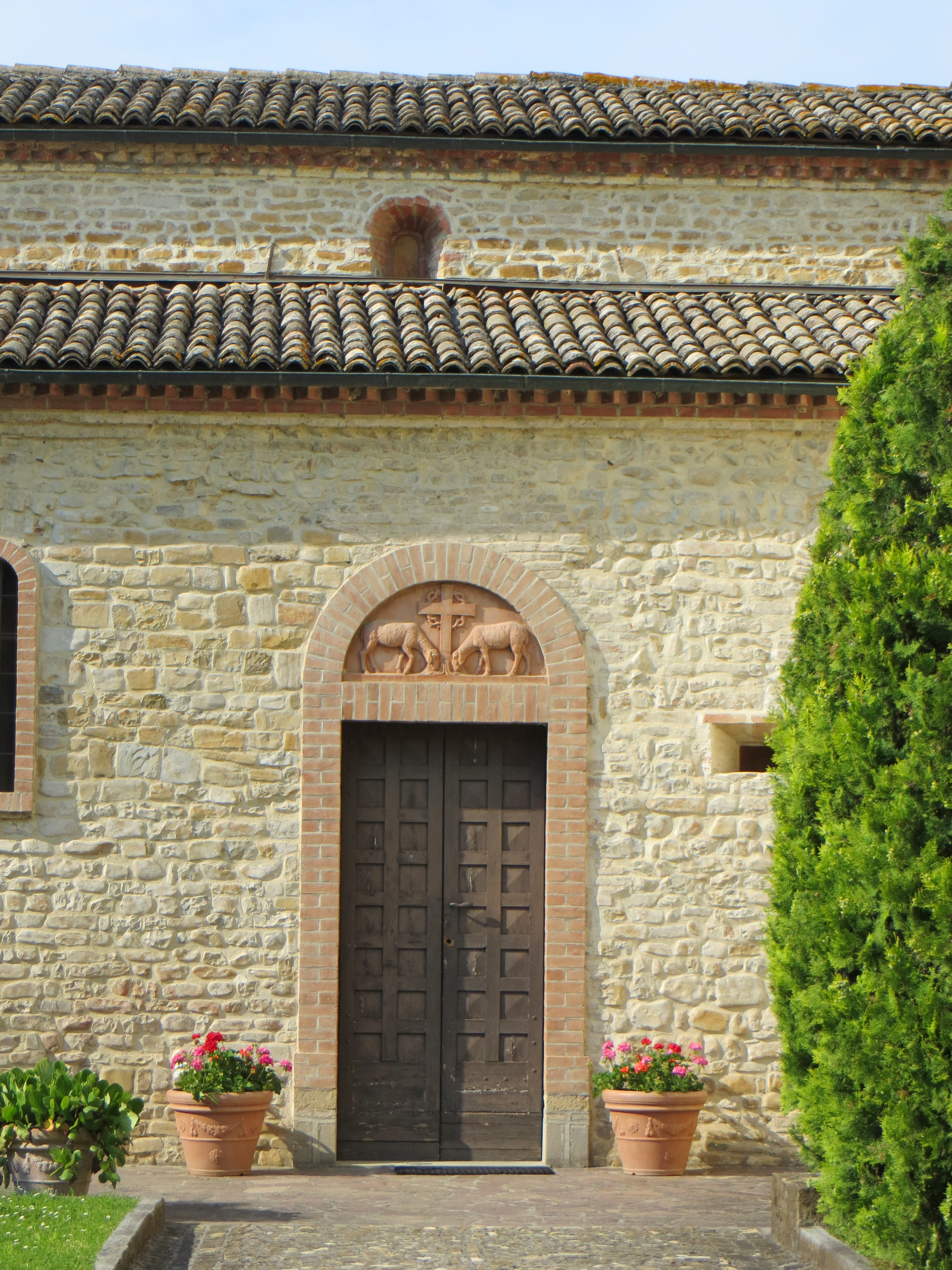
Portale d'ingresso sul lato sud

La pieve si sviluppa su una pianta a tre navate, con l'ingresso principale rivolto a ovest e il presbiterio absidato a est; un secondo ingresso è collocato sul fianco meridionale, mentre sul lato opposto si apre una cappella laterale.
La semplice facciata a salienti, interamente rivestita, come il resto della chiesa, in pietra, risulta scarsamente visibile a causa dell'angusto passaggio che la divide dal muro di confine di fronte; al centro è collocato il portale d'ingresso principale, sormontato da un architrave; in sommità si apre nel mezzo una finestra a lunetta.
Il fianco destro, rivolto verso la strada, è caratterizzato dalla presenza del portale d'accesso secondario, delimitato da una cornice in laterizio e coronato da un arco a tutto sesto, contenente una lunetta con un altorilievo cruciforme in cotto realizzato nel 1957 dallo scultore Corvi; ai suoi lati si aprono due monofore ad arco a tutto sesto, con cornici in mattoni. In adiacenza si erge il campanile, con cella campanaria affacciata sulle quattro fronti attraverso aperture ad arco a tutto sesto delimitate da lesene.
Il prospetto sinistro, conservatosi maggiormente intatto, presenta ancora i conci squadrati della muratura originaria.
All'interno la navata principale, rivestita in pietra, è sormontata da una copertura a due falde in travi a vista, rette da quattro arcate in muratura a tutto sesto che si ergono in corrispondenza dei pilastri; in sommità si apre una serie di monofore romaniche ad arco a tutto sesto; ai lati le navate secondarie si affacciano sulla centrale attraverso cinque arcate a tutto sesto, rette da massicce colonne medievali, rivestite con un'alternanza di mattoni e pietre e coronate da capitelli a tronco di cono rovesciato; sulla sinistra si apre attraverso un ampio arco a tutto sesto la cappella della Beata Vergine del Rosario.
Il presbiterio intonacato, lievemente sopraelevato, è caratterizzato dalla presenza di una struttura in vetro nel pavimento, per mostrare nella zona centrale la pavimentazione originaria all'interno dell'antica abside principale; nel mezzo è collocato l'altare maggiore in pietra martellata, risalente al 2004; sul fondo l'abside, illuminata da due monofore laterali, accoglie una cassapanca lignea a semicerchio.
La chiesa conserva varie opere di pregio, tra cui alcuni lacerti staccati di affreschi del XV secolo raffiguranti la Madonna allattante e un santo vescovo e la Madonna col Bambino, la pala rappresentante i Santi Ippolito e Cassiano, eseguita nel 1844 da Giovanni Riccò su commissione della duchessa Maria Luigia, un dipinto ritraente Sant'Antonio da Padova, risalente alla seconda metà del XVII secolo, una tela riproducente Santa Filomena attribuita a Giovan Battista Borghesi, un tronetto espositivo settecentesco, il basamento dell'originario fonte battesimale medievale, uno stendardo rappresentante la Madonna col Bambino, realizzato probabilmente da Cristoforo Carra tra il 1750 e il 1770, una credenza impiallacciata del XVIII secolo, una pace cinquecentesca e la base di un calice del XVI secolo.